# Tanya Dubnicoff
Tanya Dubnicoff (ur. 7 listopada 1969 w Winnipeg) – kanadyjska kolarka torowa, czterokrotna medalistka mistrzostw świata.

## Kariera
Pierwszy sukces Tanya Dubnicoff osiągnęła w 1991 roku, kiedy zdobyła złoty medal w sprincie na igrzyskach panamerykańskich w Hawanie. Rok później wystartowała na igrzyskach olimpijskich w Barcelonie, gdzie w tej samej konkurencji była szósta, a na mistrzostwach świata w Hamar w 1993 roku zdobyła złoty medal, bezpośrednio wyprzedzając Holenderkę Ingrid Haringę i Francuzkę Nathalie Even-Lancien. Następnie Dubnicoff zwyciężała w sprincie kolejno na igrzyskach Wspólnoty Narodów w Victorii w 1994 roku, igrzyskach panamerykańskich w Mar del Plata w 1995 roku oraz igrzyskach Wspólnoty Narodów w Kuala Lumpur w 1998 roku, jednak na igrzyskach olimpijskich w Atlancie w 1996 roku była szósta. Mistrzostwa świata w Bordeaux w 1998 roku przyniosły jej kolejne dwa medale: srebrny w wyścigu na 500 m (za Francuzką Félicią Ballanger) oraz brązowy w sprincie (za Ballanger i Australijką Michelle Ferris). Na rozgrywanych rok później mistrzostwach świata w Berlinie podium w sprincie indywidualnym kobiet wyglądało jak w Bordeaux, a Kanadyjka wygrała ponadto sprint i wyścig na 500 m podczas igrzysk panamerykańskich w Winnipeg. Startowała także na igrzyskach olimpijskich w Sydney w 2000 roku, gdzie była siódma w sprincie, a rywalizację w wyścigu na 500 m ukończyła na ósmej pozycji.